# Equipos participantes en la Copa Mundial de Fútbol de 2010

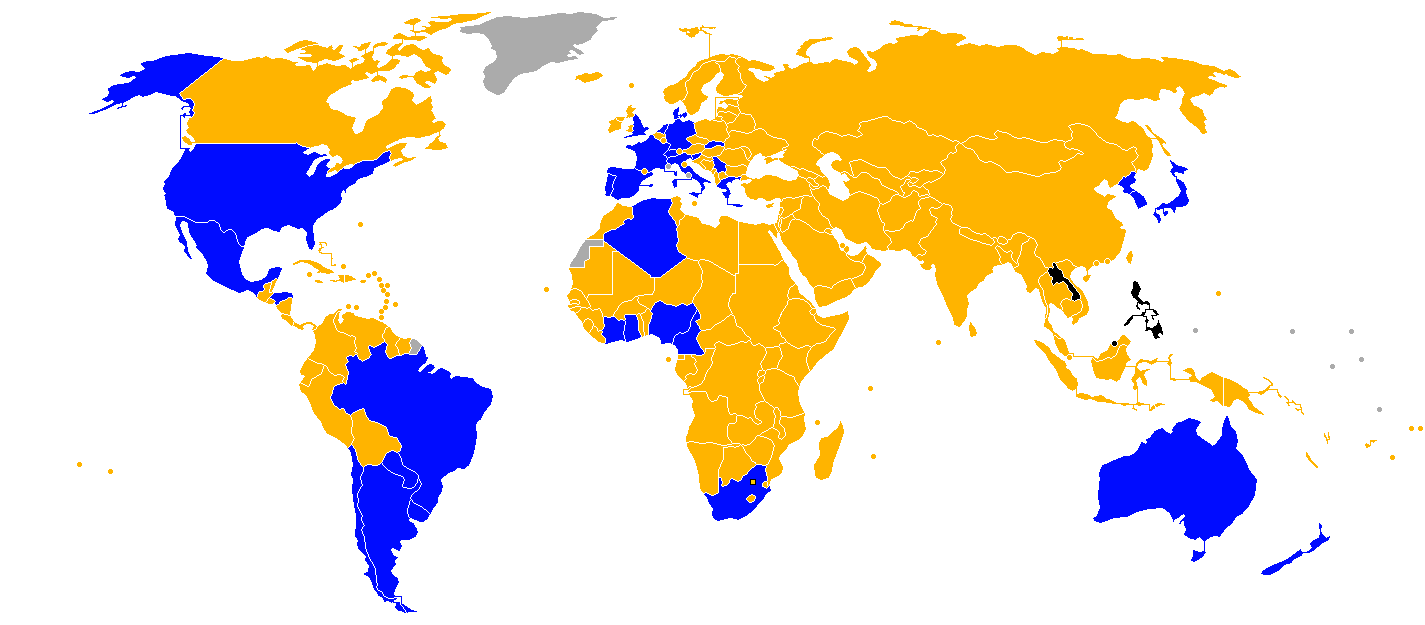
Clasificó al Mundial
No clasificó al Mundial
No participó
No es un miembro FIFA

Para la XIX Copa Mundial de Fútbol, que se realizó en Sudáfrica entre el 11 de junio y el 11 de julio de 2010, 32 selecciones se clasificaron a la fase final. Las 32 selecciones fueron divididas en ocho grupos de cuatro integrantes. De cada grupo, los dos mejores equipos clasificaran a una segunda fase de eliminación directa, para determinar al campeón del torneo.

## Equipos
Previamente, 204 equipos se inscribieron para el proceso clasificatorio de cada continente, clasificando finalmente: 13 equipos de Europa, 3 de Norteamérica, 5 de Sudamérica (incluyendo uno a través de la repesca con Norteamérica), 4 de Asia, 6 de África (incluyendo el organizador), y uno de Oceanía (a través de la repesca con Asia). De éstos, dos equipos participan por primera vez en estas instancias, aunque cabe destacar que Serbia ya había participado, como sucesor legal del seleccionado de Yugoslavia.
Los equipos participantes en dicho torneo son:
| Equipo (ver en detalle)  | Equipo (ver en detalle) | Equipo (ver en detalle) | Participaciones | Participaciones | Participaciones |
| Equipo (ver en detalle)  | Equipo (ver en detalle) | Equipo (ver en detalle) | Total           | Cons.           | Última          |
| ------------------------ | ----------------------- | ----------------------- | --------------- | --------------- | --------------- |
|                          | Alemania                | 3/3 estrellas           | 17              | 15              | 2006            |
|                          | Argelia                 |                         | 3               | 1               | 1986            |
|                          | Argentina               | 2/2 estrellas           | 15              | 10              | 2006            |
|                          | Australia               |                         | 3               | 2               | 2006            |
|                          | Brasil                  | 5/5 estrellas           | 19              | 19              | 2006            |
|                          | Camerún                 |                         | 6               | 1               | 2002            |
|                          | Chile                   |                         | 8               | 1               | 1998            |
|                          | Corea del Norte         |                         | 2               | 1               | 1966            |
| Bandera de Corea del Sur | Corea del Sur           |                         | 8               | 7               | 2006            |
|                          | Costa de Marfil         |                         | 2               | 2               | 2006            |
|                          | Dinamarca               |                         | 4               | 1               | 2002            |
|                          | Eslovaquia              |                         | 1               | 1               | —               |
|                          | Eslovenia               |                         | 2               | 1               | 2002            |
|                          | España                  | 1/1 estrellas           | 13              | 9               | 2006            |
|                          | Estados Unidos          |                         | 9               | 6               | 2006            |
|                          | Francia                 | 1/1 estrellas           | 13              | 4               | 2006            |
|                          | Ghana                   |                         | 2               | 2               | 2006            |
|                          | Grecia                  |                         | 2               | 1               | 1994            |
| Bandera de Honduras      | Honduras                |                         | 2               | 1               | 1982            |
|                          | Inglaterra              | 1/1 estrellas           | 13              | 4               | 2006            |
|                          | Italia                  | 4/4 estrellas           | 17              | 13              | 2006            |
|                          | Japón                   |                         | 4               | 4               | 2006            |
|                          | México                  |                         | 14              | 5               | 2006            |
|                          | Nigeria                 |                         | 4               | 1               | 2002            |
|                          | Nueva Zelanda           |                         | 2               | 1               | 1982            |
|                          | Países Bajos            |                         | 9               | 2               | 2006            |
| Bandera de Paraguay      | Paraguay                |                         | 8               | 4               | 2006            |
|                          | Portugal                |                         | 5               | 3               | 2006            |
|                          | Serbia                  |                         | 11              | 2               | 2006            |
|                          | Sudáfrica               |                         | 3               | 1               | 2002            |
|                          | Suiza                   |                         | 9               | 2               | 2006            |
|                          | Uruguay                 | 2/2 estrellas           | 11              | 1               | 2002            |

## Lista de jugadores
Cada selección debe presentar para la Copa Mundial de 2010 a 23 jugadores (3 de los cuales deben ser guardametas). 
Cada asociación participante tiene que confirmar sus 23 jugadores hasta 10 días antes del inicio del torneo.
Los equipos están permitidos a realizar cambios de último momento por una lesión seria, hasta 24 horas antes de su primer partido.

### Grupo A

#### Sudáfrica
| #     | Nombre                  | Posición       | Edad | Club              |
| ----- | ----------------------- | -------------- | ---- | ----------------- |
| 1     | Moneeb Josephs          | Portero        | 30   | Orlando Pirates   |
| 2     | Siboniso Gaxa           | Defensa        | 26   | Mamelodi Sundowns |
| 3     | Tsepo Masilela          | Defensa        | 25   | Maccabi Haifa     |
| 4     | Aaron Mokoena           | Defensa        | 29   | Portsmouth        |
| 5     | Anele Ngcongca          | Defensa        | 22   | Genk              |
| 6     | MacBeth Sibaya          | Centrocampista | 32   | Rubin Kazán       |
| 7     | Lance Davids            | Centrocampista | 25   | Ajax Cape Town    |
| 8     | Siphiwe Tshabalala      | Centrocampista | 25   | Kaizer Chiefs     |
| 9     | Katlego Mphela          | Delantero      | 25   | Mamelodi Sundowns |
| 10    | Steven Pienaar          | Centrocampista | 28   | Everton           |
| 11    | Teko Modise             | Centrocampista | 27   | Orlando Pirates   |
| 12    | Reneilwe Letsholonyane  | Centrocampista | 27   | Kaizer Chiefs     |
| 13    | Kagisho Dikgacoi        | Centrocampista | 25   | Fulham            |
| 14    | Matthew Booth           | Defensa        | 33   | Mamelodi Sundowns |
| 15    | Lucas Thwala            | Defensa        | 28   | Orlando Pirates   |
| 16    | Itumeleng Khune         | Portero        | 22   | Kaizer Chiefs     |
| 17    | Bernard Parker          | Delantero      | 24   | Twente            |
| 18    | Siyabonga Nomvethe      | Delantero      | 32   | Moroka Swallows   |
| 19    | Surprise Moriri         | Centrocampista | 30   | Mamelodi Sundowns |
| 20    | Bongani Khumalo         | Defensa        | 23   | Supersport United |
| 21    | Siyabonga Sangweni      | Defensa        | 28   | Golden Arrows     |
| 22    | Shu-Aib Walters         | Portero        | 28   | Maritzburg United |
| 23    | Thanduyise Khuboni      | Centrocampista | 24   | Golden Arrows     |
| D. T. | Carlos Alberto Parreira |                |      |                   |

#### México
| #     | Nombre              | Posición       | Edad | Club                |
| ----- | ------------------- | -------------- | ---- | ------------------- |
| 1     | Oscar Pérez         | Portero        | 37   | Jaguares de Chiapas |
| 2     | Francisco Rodríguez | Defensa        | 28   | PSV Eindhoven       |
| 3     | Carlos Salcido      | Defensa        | 30   | PSV Eindhoven       |
| 4     | Rafael Márquez      | Defensa        | 31   | Barcelona           |
| 5     | Ricardo Osorio      | Defensa        | 30   | Stuttgart           |
| 6     | Gerardo Torrado     | Centrocampista | 31   | Cruz Azul           |
| 7     | Pablo Barrera       | Delantero      | 22   | Pumas UNAM          |
| 8     | Israel Castro       | Centrocampista | 29   | Pumas UNAM          |
| 9     | Guillermo Franco    | Delantero      | 33   | West Ham United     |
| 10    | Cuauhtémoc Blanco   | Delantero      | 37   | Veracruz            |
| 11    | Carlos Vela         | Delantero      | 21   | Arsenal             |
| 12    | Paul Aguilar        | Defensa        | 24   | Pachuca             |
| 13    | Guillermo Ochoa     | Portero        | 24   | América             |
| 14    | Javier Hernández    | Delantero      | 22   | Guadalajara         |
| 15    | Héctor Moreno       | Defensa        | 22   | AZ Alkmaar          |
| 16    | Efraín Juárez       | Defensa        | 22   | Pumas UNAM          |
| 17    | Giovani dos Santos  | Delantero      | 21   | Galatasaray         |
| 18    | Andrés Guardado     | Centrocampista | 23   | Deportivo La Coruña |
| 19    | Jonny Magallón      | Defensa        | 28   | Guadalajara         |
| 20    | Jorge Torres        | Centrocampista | 22   | Atlas               |
| 21    | Adolfo Bautista     | Delantero      | 31   | Guadalajara         |
| 22    | Alberto Medina      | Delantero      | 27   | Guadalajara         |
| 23    | Luis Michel         | Portero        | 30   | Guadalajara         |
| D. T. | Javier Aguirre      |                |      |                     |

#### Uruguay
| #     | Nombre              | Posición       | Edad | Club                 |
| ----- | ------------------- | -------------- | ---- | -------------------- |
| 1     | Fernando Muslera    | Portero        | 23   | Lazio                |
| 2     | Diego Lugano        | Defensa        | 29   | Fenerbahce           |
| 3     | Diego Godín         | Defensa        | 24   | Villarreal           |
| 4     | Jorge Fucile        | Defensa        | 25   | Porto                |
| 5     | Walter Gargano      | Centrocampista | 25   | Napoli               |
| 6     | Mauricio Victorino  | Defensa        | 27   | Universidad de Chile |
| 7     | Edinson Cavani      | Delantero      | 23   | Palermo              |
| 8     | Sebastián Eguren    | Centrocampista | 29   | AIK Estocolmo        |
| 9     | Luis Suárez         | Delantero      | 23   | Ajax                 |
| 10    | Diego Forlán        | Delantero      | 31   | Atlético de Madrid   |
| 11    | Álvaro Pereira      | Centrocampista | 24   | Porto                |
| 12    | Juan Castillo       | Portero        | 32   | Deportivo Cali       |
| 13    | Sebastián Abreu     | Delantero      | 33   | Botafogo             |
| 14    | Nicolás Lodeiro     | Centrocampista | 21   | Ajax                 |
| 15    | Diego Pérez         | Centrocampista | 30   | Mónaco               |
| 16    | Maximiliano Pereira | Defensa        | 25   | Benfica              |
| 17    | Egidio Arévalo Ríos | Centrocampista | 28   | Peñarol              |
| 18    | Ignacio González    | Centrocampista | 28   | Valencia             |
| 19    | Andrés Scotti       | Defensa        | 34   | Colo Colo            |
| 20    | Álvaro Fernández    | Centrocampista | 24   | Universidad de Chile |
| 21    | Sebastián Fernández | Delantero      | 25   | Banfield             |
| 22    | Martín Cáceres      | Defensa        | 23   | Juventus             |
| 23    | Martín Silva        | Portero        | 27   | Defensor Sporting    |
| D. T. | Óscar Tabárez       |                |      |                      |

#### Francia
| #     | Nombre              | Posición       | Edad | Club                 |
| ----- | ------------------- | -------------- | ---- | -------------------- |
| 1     | Hugo Lloris         | Portero        | 23   | Lyon                 |
| 2     | Bacary Sagna        | Defensa        | 27   | Arsenal              |
| 3     | Éric Abidal         | Defensa        | 30   | Barcelona            |
| 4     | Anthony Réveillère  | Defensa        | 30   | Lyon                 |
| 5     | William Gallas      | Defensa        | 32   | Arsenal              |
| 6     | Marc Planus         | Defensa        | 28   | Girondins de Burdeos |
| 7     | Franck Ribéry       | Delantero      | 27   | Bayern Múnich        |
| 8     | Yoann Gourcuff      | Centrocampista | 23   | Girondins de Burdeos |
| 9     | Djibril Cissé       | Delantero      | 28   | Panathinaikos        |
| 10    | Sidney Govou        | Delantero      | 30   | Lyon                 |
| 11    | André-Pierre Gignac | Delantero      | 24   | Toulouse             |
| 12    | Thierry Henry       | Delantero      | 32   | Barcelona            |
| 13    | Patrice Evra        | Defensa        | 29   | Manchester United    |
| 14    | Jérémy Toulalan     | Centrocampista | 26   | Lyon                 |
| 15    | Florent Malouda     | Centrocampista | 29   | Chelsea              |
| 16    | Steve Mandanda      | Portero        | 25   | Marsella             |
| 17    | Sébastien Squillaci | Defensa        | 29   | Sevilla              |
| 18    | Alou Diarra         | Centrocampista | 28   | Girondins de Burdeos |
| 19    | Abou Diaby          | Centrocampista | 24   | Arsenal              |
| 20    | Mathieu Valbuena    | Delantero      | 25   | Marsella             |
| 21    | Nicolas Anelka      | Delantero      | 31   | Chelsea              |
| 22    | Gaël Clichy         | Defensa        | 24   | Arsenal              |
| 23    | Cédric Carrasso     | Portero        | 28   | Girondins de Burdeos |
| D. T. | Raymond Domenech    |                |      |                      |

### Grupo B

#### Argentina
| #     | Nombre               | Posición       | Edad | Club                    |
| ----- | -------------------- | -------------- | ---- | ----------------------- |
| 1     | Diego Pozo           | Portero        | 32   | Colón                   |
| 2     | Martín Demichelis    | Defensa        | 29   | Bayern Múnich           |
| 3     | Clemente Rodríguez   | Defensa        | 28   | Estudiantes de La Plata |
| 4     | Nicolás Burdisso     | Defensa        | 29   | Roma                    |
| 5     | Mario Bolatti        | Centrocampista | 25   | Fiorentina              |
| 6     | Gabriel Heinze       | Defensa        | 32   | Marsella                |
| 7     | Ángel Di María       | Centrocampista | 22   | Benfica                 |
| 8     | Juan Sebastián Verón | Centrocampista | 35   | Estudiantes de La Plata |
| 9     | Gonzalo Higuaín      | Delantero      | 22   | Real Madrid             |
| 10    | Lionel Messi         | Delantero      | 22   | Barcelona               |
| 11    | Carlos Tévez         | Delantero      | 26   | Manchester City         |
| 12    | Ariel Garcé          | Defensa        | 30   | Colón                   |
| 13    | Walter Samuel        | Defensa        | 32   | Inter de Milán          |
| 14    | Javier Mascherano    | Centrocampista | 25   | Liverpool               |
| 15    | Nicolás Otamendi     | Defensa        | 22   | Vélez Sarsfield         |
| 16    | Sergio Agüero        | Delantero      | 22   | Atlético de Madrid      |
| 17    | Jonás Gutiérrez      | Centrocampista | 26   | Newcastle United        |
| 18    | Martín Palermo       | Delantero      | 36   | Boca Juniors            |
| 19    | Diego Milito         | Delantero      | 30   | Inter de Milán          |
| 20    | Maxi Rodríguez       | Centrocampista | 29   | Liverpool               |
| 21    | Mariano Andújar      | Portero        | 26   | Catania                 |
| 22    | Sergio Romero        | Portero        | 23   | AZ Alkmaar              |
| 23    | Javier Pastore       | Centrocampista | 20   | Palermo                 |
| D. T. | Diego Maradona       |                |      |                         |

#### Corea del Sur
| #     | Nombre          | Posición       | Edad | Club                   |
| ----- | --------------- | -------------- | ---- | ---------------------- |
| 1     | Lee Woon-Jae    | Portero        | 37   | Suwon Bluewings        |
| 2     | Oh Beom-Seok    | Defensa        | 25   | Ulsan Hyundai          |
| 3     | Kim Hyung-Il    | Defensa        | 26   | Pohang Steelers        |
| 4     | Cho Yong-Hyung  | Defensa        | 26   | Jeju United            |
| 5     | Kim Nam-Il      | Centrocampista | 33   | Tom Tomsk              |
| 6     | Kim Bo-Kyung    | Centrocampista | 20   | Oita Trinita           |
| 7     | Park Ji-Sung    | Centrocampista | 29   | Manchester United      |
| 8     | Kim Jung-Woo    | Centrocampista | 28   | Sangju Sangmu          |
| 9     | Ahn Jung-Hwan   | Delantero      | 34   | Dalian Shide           |
| 10    | Park Chu-Young  | Delantero      | 24   | Mónaco                 |
| 11    | Lee Seung-Yeoul | Delantero      | 21   | Seúl                   |
| 12    | Lee Young-Pyo   | Defensa        | 33   | Al-Hilal               |
| 13    | Kim Jae-Sung    | Centrocampista | 26   | Pohang Steelers        |
| 14    | Lee Jung-Soo    | Defensa        | 30   | Kashima Antlers        |
| 15    | Kim Dong-Jin    | Defensa        | 28   | Ulsan Hyundai          |
| 16    | Ki Sung-Yueng   | Centrocampista | 21   | Celtic                 |
| 17    | Lee Chung-Yong  | Centrocampista | 21   | Bolton Wanderers       |
| 18    | Jung Sung-Ryong | Portero        | 25   | Seongnam Ilhwa Chunma  |
| 19    | Yeom Ki-Hun     | Centrocampista | 27   | Suwon Bluewings        |
| 20    | Lee Dong-Gook   | Delantero      | 31   | Jeonbuk Hyundai Motors |
| 21    | Kim Young-Kwang | Portero        | 26   | Ulsan Hyundai          |
| 22    | Cha Du-Ri       | Defensa        | 29   | Friburgo               |
| 23    | Kang Min-Soo    | Defensa        | 24   | Suwon Bluewings        |
| D. T. | Huh Jung-Moo    |                |      |                        |

#### Nigeria
| #     | Nombre               | Posición       | Edad | Club                |
| ----- | -------------------- | -------------- | ---- | ------------------- |
| 1     | Vincent Enyeama      | Portero        | 27   | Hapoel Tel Aviv     |
| 2     | Joseph Yobo          | Defensa        | 29   | Everton             |
| 3     | Taye Taiwo           | Defensa        | 25   | Marsella            |
| 4     | Nwankwo Kanu         | Centrocampista | 33   | Portsmouth          |
| 5     | Rabiu Afolabi        | Defensa        | 30   | Red Bull Salzburg   |
| 6     | Danny Shittu         | Defensa        | 29   | Bolton Wanderers    |
| 7     | John Utaka           | Delantero      | 28   | Portsmouth          |
| 8     | Yakubu Aiyegbeni     | Delantero      | 27   | Everton             |
| 9     | Obafemi Martins      | Delantero      | 25   | Wolfsburgo          |
| 10    | Brown Ideye          | Centrocampista | 23   | Chelsea             |
| 11    | Peter Odemwingie     | Delantero      | 28   | Lokomotiv Moscú     |
| 12    | Kalu Uche            | Centrocampista | 27   | Almería             |
| 13    | Yussuf Ayila         | Centrocampista | 25   | Dinamo de Kiev      |
| 14    | Sani Kaita           | Centrocampista | 24   | Alania Vladikavkaz  |
| 15    | Lukman Haruna        | Centrocampista | 19   | Mónaco              |
| 16    | Austin Ejide         | Portero        | 26   | Hapoel Petah Tikvah |
| 17    | Chidi Odiah          | Defensa        | 26   | CSKA Moscú          |
| 18    | Victor Nsofor Obinna | Delantero      | 23   | Málaga              |
| 19    | Chinedu Obasi        | Delantero      | 24   | Hoffenheim          |
| 20    | Dickson Etuhu        | Centrocampista | 27   | Fulham              |
| 21    | Elderson Echiéjilé   | Defensa        | 22   | Stade Rennais       |
| 22    | Dele Adeleye         | Defensa        | 21   | Sparta Rotterdam    |
| 23    | Dele Aiyenugba       | Portero        | 26   | Bnei Yehuda         |
| D. T. | Lars Lagerbäck       |                |      |                     |

#### Grecia
| #     | Nombre                    | Posición       | Edad | Club               |
| ----- | ------------------------- | -------------- | ---- | ------------------ |
| 1     | Konstantinos Chalkias     | Portero        | 36   | PAOK Salónica      |
| 2     | Georgios Seitaridis       | Defensa        | 29   | Panathinaikos      |
| 3     | Christos Patsatzoglou     | Defensa        | 31   | Omonia Nicosia     |
| 4     | Nikos Spiropoulos         | Defensa        | 26   | Panathinaikos      |
| 5     | Vangelis Moras            | Defensa        | 28   | Bologna            |
| 6     | Alexandros Tziolis        | Centrocampista | 25   | Siena              |
| 7     | Georgios Samaras          | Delantero      | 25   | Celtic             |
| 8     | Avraam Papadopoulos       | Defensa        | 25   | Olympiacos         |
| 9     | Angelos Charisteas        | Delantero      | 30   | Núremberg          |
| 10    | Giorgos Karagounis        | Centrocampista | 33   | Panathinaikos      |
| 11    | Loukas Vyntra             | Defensa        | 29   | Panathinaikos      |
| 12    | Alexandros Tzorvas        | Portero        | 27   | Panathinaikos      |
| 13    | Michalis Sifakis          | Portero        | 25   | Aris Salónica      |
| 14    | Dimitris Salpingidis      | Delantero      | 28   | Panathinaikos      |
| 15    | Vasilis Torosidis         | Defensa        | 24   | Olympiacos         |
| 16    | Sotirios Kyrgiakos        | Defensa        | 30   | Liverpool          |
| 17    | Theofanis Gekas           | Delantero      | 30   | Hertha Berlín      |
| 18    | Sotiris Ninis             | Centrocampista | 20   | Panathinaikos      |
| 19    | Sokratis Papastathopoulos | Defensa        | 21   | Genoa              |
| 20    | Pantelis Kapetanos        | Delantero      | 26   | Steaua de Bucarest |
| 21    | Kostas Katsouranis        | Centrocampista | 30   | Panathinaikos      |
| 22    | Stelios Malezas           | Defensa        | 25   | PAOK Salónica      |
| 23    | Athanasios Prittas        | Centrocampista | 31   | Aris Salónica      |
| D. T. | Otto Rehhagel             |                |      |                    |

### Grupo C

#### Inglaterra
| #     | Nombre                | Posición       | Edad | Club              |
| ----- | --------------------- | -------------- | ---- | ----------------- |
| 1     | David James           | Portero        | 39   | Portsmouth        |
| 2     | Glen Johnson          | Defensa        | 25   | Liverpool         |
| 3     | Ashley Cole           | Defensa        | 29   | Chelsea           |
| 4     | Steven Gerrard        | Centrocampista | 30   | Liverpool         |
| 5     | Michael Dawson        | Defensa        | 31   | Tottenham Hotspur |
| 6     | John Terry            | Defensa        | 29   | Chelsea           |
| 7     | Aaron Lennon          | Centrocampista | 23   | Tottenham Hotspur |
| 8     | Frank Lampard         | Centrocampista | 31   | Chelsea           |
| 9     | Peter Crouch          | Delantero      | 29   | Tottenham Hotspur |
| 10    | Wayne Rooney          | Delantero      | 24   | Manchester United |
| 11    | Joe Cole              | Centrocampista | 28   | Chelsea           |
| 12    | Robert Green          | Portero        | 30   | West Ham United   |
| 13    | Stephen Warnock       | Defensa        | 28   | Aston Villa       |
| 14    | Gareth Barry          | Centrocampista | 29   | Manchester City   |
| 15    | Matthew Upson         | Defensa        | 31   | West Ham United   |
| 16    | James Milner          | Centrocampista | 24   | Aston Villa       |
| 17    | Shaun Wright-Phillips | Centrocampista | 28   | Manchester City   |
| 18    | Jamie Carragher       | Defensa        | 32   | Liverpool         |
| 19    | Jermain Defoe         | Delantero      | 27   | Tottenham Hotspur |
| 20    | Ledley King           | Defensa        | 29   | Tottenham Hotspur |
| 21    | Emile Heskey          | Delantero      | 32   | Aston Villa       |
| 22    | Michael Carrick       | Centrocampista | 28   | Manchester United |
| 23    | Joe Hart              | Portero        | 23   | Birmingham City   |
| D. T. | Fabio Capello         |                |      |                   |

#### Estados Unidos
| #     | Nombre             | Posición       | Edad | Club                     |
| ----- | ------------------ | -------------- | ---- | ------------------------ |
| 1     | Tim Howard         | Portero        | 31   | Everton                  |
| 2     | Jonathan Spector   | Defensa        | 24   | West Ham United          |
| 3     | Carlos Bocanegra   | Defensa        | 31   | Stade Rennais            |
| 4     | Michael Bradley    | Centrocampista | 22   | Borussia Mönchengladbach |
| 5     | Oguchi Onyewu      | Defensa        | 28   | Milan                    |
| 6     | Steve Cherundolo   | Defensa        | 31   | Hannover                 |
| 7     | DaMarcus Beasley   | Centrocampista | 28   | Rangers                  |
| 8     | Clint Dempsey      | Centrocampista | 27   | Fulham                   |
| 9     | Hérculez Gómez     | Delantero      | 28   | Puebla                   |
| 10    | Landon Donovan     | Centrocampista | 28   | Los Angeles Galaxy       |
| 11    | Stuart Holden      | Centrocampista | 24   | Bolton Wanderers         |
| 12    | Jonathan Bornstein | Defensa        | 25   | Chivas USA               |
| 13    | Ricardo Clark      | Centrocampista | 27   | Eintracht Fráncfort      |
| 14    | Edson Buddle       | Delantero      | 29   | Los Angeles Galaxy       |
| 15    | Jay DeMerit        | Defensa        | 30   | Watford                  |
| 16    | Francisco Torres   | Centrocampista | 22   | Pachuca                  |
| 17    | Jozy Altidore      | Delantero      | 20   | Hull City                |
| 18    | Brad Guzan         | Portero        | 25   | Aston Villa              |
| 19    | Maurice Edu        | Centrocampista | 24   | Rangers                  |
| 20    | Robbie Findley     | Delantero      | 24   | Real Salt Lake           |
| 21    | Clarence Goodson   | Defensa        | 28   | IK Start                 |
| 22    | Benny Feilhaber    | Centrocampista | 25   | Aarhus                   |
| 23    | Marcus Hahnemann   | Portero        | 37   | Wolverhampton Wanderers  |
| D. T. | Bob Bradley        |                |      |                          |

#### Argelia
| #     | Nombre              | Posición       | Edad | Club                     |
| ----- | ------------------- | -------------- | ---- | ------------------------ |
| 1     | Lounés Gaouaoui     | Portero        | 32   | Chlef                    |
| 2     | Madjid Bougherra    | Defensa        | 27   | Rangers                  |
| 3     | Nadir Belhadj       | Defensa        | 27   | Portsmouth               |
| 4     | Antar Yahia         | Defensa        | 28   | Bochum                   |
| 5     | Rafik Halliche      | Defensa        | 23   | Nacional                 |
| 6     | Yazid Mansouri      | Centrocampista | 32   | Lorient                  |
| 7     | Ryad Boudebouz      | Centrocampista | 20   | Sochaux                  |
| 8     | Mehdi Lacen         | Centrocampista | 26   | Racing de Santander      |
| 9     | Abdelkader Ghezzal  | Delantero      | 25   | Siena                    |
| 10    | Rafik Saïfi         | Delantero      | 35   | Istres                   |
| 11    | Rafik Djebbour      | Delantero      | 26   | AEK Atenas               |
| 12    | Habib Bellaïd       | Defensa        | 24   | Boulogne                 |
| 13    | Karim Matmour       | Centrocampista | 24   | Borussia Mönchengladbach |
| 14    | Abdelkader Laïfaoui | Defensa        | 28   | Sétif                    |
| 15    | Karim Ziani         | Centrocampista | 27   | Wolfsburgo               |
| 16    | Faouzi Chaouchi     | Portero        | 25   | Sétif                    |
| 17    | Adlène Guedioura    | Centrocampista | 24   | Wolverhampton Wanderers  |
| 18    | Carl Medjani        | Defensa        | 25   | Ajaccio                  |
| 19    | Hassan Yebda        | Centrocampista | 26   | Portsmouth               |
| 20    | Djamel Mesbah       | Defensa        | 25   | Lecce                    |
| 21    | Foued Kadir         | Centrocampista | 26   | Valenciennes             |
| 22    | Djamel Abdoun       | Centrocampista | 24   | Nantes                   |
| 23    | Raïs M'Bolhi        | Portero        | 24   | Slavia Sofia             |
| D. T. | Rabah Saâdane       |                |      |                          |

#### Eslovenia
| #     | Nombre                   | Posición       | Edad | Club                 |
| ----- | ------------------------ | -------------- | ---- | -------------------- |
| 1     | Samir Handanovič         | Portero        | 25   | Udinese              |
| 2     | Mišo Brečko              | Defensa        | 26   | Colonia              |
| 3     | Elvedin Džinič           | Defensa        | 24   | Maribor              |
| 4     | Marko Šuler              | Defensa        | 27   | Gante                |
| 5     | Boštjan Cesar            | Defensa        | 27   | Grenoble             |
| 6     | Branko Ilič              | Defensa        | 27   | Moscú                |
| 7     | Nejc Pečnik              | Delantero      | 24   | Nacional             |
| 8     | Robert Koren             | Centrocampista | 29   | West Bromwich Albion |
| 9     | Zlatan Ljubijankič       | Delantero      | 26   | Gante                |
| 10    | Valter Birsa             | Centrocampista | 23   | Auxerre              |
| 11    | Milivoje Novakovič       | Delantero      | 31   | Colonia              |
| 12    | Jasmin Handanovič        | Portero        | 32   | Mantova              |
| 13    | Bojan Jokić              | Defensa        | 24   | Chievo Verona        |
| 14    | Zlatko Dedič             | Delantero      | 25   | Bochum               |
| 15    | Rene Krhin               | Centrocampista | 20   | Inter de Milán       |
| 16    | Aleksander Šeliga        | Portero        | 30   | Sparta Rotterdam     |
| 17    | Andraž Kirm              | Centrocampista | 25   | Wisla Cracovia       |
| 18    | Aleksandar Radosavljevič | Centrocampista | 31   | AE Larisa            |
| 19    | Suad Filekovič           | Defensa        | 31   | Maribor              |
| 20    | Andrej Komac             | Centrocampista | 30   | Maccabi Tel Aviv     |
| 21    | Dalibor Stevanovič       | Centrocampista | 25   | Vitesse              |
| 22    | Matej Mavrič             | Defensa        | 31   | Coblenza             |
| 23    | Tim Matavž               | Delantero      | 21   | Groningen            |
| D. T. | Matjaž Kek               |                |      |                      |

### Grupo D

#### Alemania
| #     | Nombre                 | Posición       | Edad | Club             |
| ----- | ---------------------- | -------------- | ---- | ---------------- |
| 1     | Manuel Neuer           | Portero        | 24   | Schalke          |
| 2     | Marcell Jansen         | Centrocampista | 24   | Hamburgo         |
| 3     | Arne Friedrich         | Defensa        | 31   | Hertha Berlín    |
| 4     | Dennis Aogo            | Defensa        | 23   | Hamburgo         |
| 5     | Serdar Taşçı           | Defensa        | 23   | Stuttgart        |
| 6     | Sami Khedira           | Centrocampista | 23   | Stuttgart        |
| 7     | Bastian Schweinsteiger | Centrocampista | 25   | Bayern Múnich    |
| 8     | Mesut Özil             | Centrocampista | 21   | Werder Bremen    |
| 9     | Stefan Kießling        | Delantero      | 26   | Bayer Leverkusen |
| 10    | Lukas Podolski         | Delantero      | 25   | Colonia          |
| 11    | Miroslav Klose         | Delantero      | 31   | Bayern Múnich    |
| 12    | Tim Wiese              | Portero        | 28   | Werder Bremen    |
| 13    | Thomas Müller          | Centrocampista | 20   | Bayern Múnich    |
| 14    | Holger Badstuber       | Defensa        | 21   | Bayern Múnich    |
| 15    | Piotr Trochowski       | Centrocampista | 26   | Hamburgo         |
| 16    | Philipp Lahm           | Defensa        | 26   | Bayern Múnich    |
| 17    | Per Mertesacker        | Defensa        | 25   | Werder Bremen    |
| 18    | Toni Kroos             | Centrocampista | 20   | Bayer Leverkusen |
| 19    | Cacau                  | Delantero      | 29   | Stuttgart        |
| 20    | Jérôme Boateng         | Defensa        | 21   | Hamburgo         |
| 21    | Marko Marin            | Centrocampista | 21   | Werder Bremen    |
| 22    | Hans-Jörg Butt         | Portero        | 36   | Bayern Múnich    |
| 23    | Mario Gómez            | Delantero      | 24   | Bayern Múnich    |
| D. T. | Joachim Löw            |                |      |                  |

#### Australia
| #     | Nombre             | Posición       | Edad | Club              |
| ----- | ------------------ | -------------- | ---- | ----------------- |
| 1     | Mark Schwarzer     | Portero        | 37   | Fulham            |
| 2     | Lucas Neill        | Defensa        | 32   | Galatasaray       |
| 3     | Craig Moore        | Defensa        | 34   | Agente libre      |
| 4     | Tim Cahill         | Delantero      | 30   | Everton           |
| 5     | Jason Čulina       | Centrocampista | 29   | Gold Coast United |
| 6     | Michael Beauchamp  | Defensa        | 29   | Al-Jazira         |
| 7     | Brett Emerton      | Centrocampista | 31   | Blackburn Rovers  |
| 8     | Luke Wilkshire     | Defensa        | 28   | Dinamo Moscú      |
| 9     | Joshua Kennedy     | Delantero      | 27   | Nagoya Grampus    |
| 10    | Harry Kewell       | Delantero      | 31   | Galatasaray       |
| 11    | Scott Chipperfield | Defensa        | 34   | Basilea           |
| 12    | Adam Federici      | Portero        | 25   | Reading           |
| 13    | Vince Grella       | Centrocampista | 30   | Blackburn Rovers  |
| 14    | Brett Holman       | Delantero      | 26   | AZ Alkmaar        |
| 15    | Mile Jedinak       | Centrocampista | 25   | Antalyaspor       |
| 16    | Carl Valeri        | Centrocampista | 25   | Sassuolo          |
| 17    | Nikita Rukavytsya  | Delantero      | 22   | Twente            |
| 18    | Eugene Galekovic   | Portero        | 28   | Adelaide United   |
| 19    | Richard Garcia     | Delantero      | 28   | Hull City         |
| 20    | Mark Milligan      | Defensa        | 24   | JEF United        |
| 21    | David Carney       | Defensa        | 26   | Twente            |
| 22    | Dario Vidošić      | Centrocampista | 23   | Duisburgo         |
| 23    | Mark Bresciano     | Delantero      | 30   | Palermo           |
| D. T. | Pim Verbeek        |                |      |                   |

#### Ghana
| #     | Nombre               | Posición       | Edad | Club                  |
| ----- | -------------------- | -------------- | ---- | --------------------- |
| 1     | Daniel Agyei         | Portero        | 20   | Liberty Professionals |
| 2     | Hans Sarpei          | Defensa        | 33   | Bayer Leverkusen      |
| 3     | Asamoah Gyan         | Delantero      | 24   | Stade Rennais         |
| 4     | John Paintsil        | Defensa        | 28   | Fulham                |
| 5     | John Mensah          | Defensa        | 27   | Sunderland            |
| 6     | Anthony Annan        | Centrocampista | 23   | Rosenborg             |
| 7     | Samuel Inkoom        | Defensa        | 21   | Basilea               |
| 8     | Jonathan Mensah      | Defensa        | 19   | Free State Stars      |
| 9     | Derek Boateng        | Centrocampista | 27   | Getafe                |
| 10    | Stephen Appiah       | Centrocampista | 29   | Bologna               |
| 11    | Sulley Muntari       | Centrocampista | 25   | Inter de Milán        |
| 12    | Prince Tagoe         | Delantero      | 23   | Hoffenheim            |
| 13    | André Ayew           | Centrocampista | 20   | Arlés                 |
| 14    | Matthew Amoah        | Delantero      | 29   | Breda                 |
| 15    | Isaac Vorsah         | Defensa        | 21   | Hoffenheim            |
| 16    | Stephen Ahorlu       | Portero        | 21   | Heart of Lions        |
| 17    | Ibrahim Ayew         | Defensa        | 22   | Zamalek               |
| 18    | Dominic Adiyiah      | Delantero      | 20   | Milan                 |
| 19    | Lee Addy             | Defensa        | 24   | Berekum Chelsea       |
| 20    | Quincy Owusu-Abeyie  | Delantero      | 24   | Al-Sadd               |
| 21    | Kwadwo Asamoah       | Centrocampista | 21   | Udinese               |
| 22    | Richard Kingson      | Portero        | 31   | Wigan Athletic        |
| 23    | Kevin-Prince Boateng | Delantero      | 23   | Portsmouth            |
| D. T. | Milovan Rajevac      |                |      |                       |

#### Serbia
| #     | Nombre             | Posición       | Edad | Club                     |
| ----- | ------------------ | -------------- | ---- | ------------------------ |
| 1     | Vladimir Stojković | Portero        | 26   | Wigan Athletic           |
| 2     | Antonio Rukavina   | Defensa        | 26   | 1860 Múnich              |
| 3     | Aleksandar Kolarov | Defensa        | 24   | Lazio                    |
| 4     | Gojko Kačar        | Centrocampista | 23   | Hertha Berlín            |
| 5     | Nemanja Vidić      | Defensa        | 28   | Manchester United        |
| 6     | Branislav Ivanović | Defensa        | 26   | Chelsea                  |
| 7     | Zoran Tošić        | Centrocampista | 23   | Colonia                  |
| 8     | Danko Lazović      | Delantero      | 27   | Zenit de San Petersburgo |
| 9     | Marko Pantelić     | Delantero      | 31   | Ajax                     |
| 10    | Dejan Stanković    | Centrocampista | 31   | Inter de Milán           |
| 11    | Nenad Milijaš      | Centrocampista | 27   | Wolverhampton Wanderers  |
| 12    | Bojan Isailović    | Portero        | 30   | Zaglebie Lubin           |
| 13    | Aleksandar Luković | Defensa        | 27   | Udinese                  |
| 14    | Milan Jovanović    | Centrocampista | 29   | Standard Lieja           |
| 15    | Nikola Žigić       | Delantero      | 29   | Valencia                 |
| 16    | Ivan Obradović     | Defensa        | 21   | Real Zaragoza            |
| 17    | Miloš Krasić       | Centrocampista | 25   | CSKA Moscú               |
| 18    | Miloš Ninković     | Centrocampista | 25   | Dinamo de Kiev           |
| 19    | Radosav Petrović   | Centrocampista | 21   | Partizan Belgrado        |
| 20    | Neven Subotić      | Defensa        | 21   | Borussia Dortmund        |
| 21    | Dragan Mrđa        | Delantero      | 26   | Vojvodina                |
| 22    | Zdravko Kuzmanović | Centrocampista | 22   | Stuttgart                |
| 23    | Anđelko Đuričić    | Portero        | 29   | Leiria                   |
| D. T. | Radomir Antić      |                |      |                          |

### Grupo E

#### Países Bajos
| #     | Nombre                   | Posición       | Edad | Club            |
| ----- | ------------------------ | -------------- | ---- | --------------- |
| 1     | Maarten Stekelenburg     | Portero        | 27   | Ajax            |
| 2     | Gregory van der Wiel     | Defensa        | 22   | Ajax            |
| 3     | John Heitinga            | Defensa        | 26   | Everton         |
| 4     | Joris Mathijsen          | Defensa        | 30   | Hamburgo        |
| 5     | Giovanni van Bronckhorst | Defensa        | 35   | Feyenoord       |
| 6     | Mark van Bommel          | Centrocampista | 33   | Bayern Múnich   |
| 7     | Dirk Kuyt                | Delantero      | 29   | Liverpool       |
| 8     | Nigel de Jong            | Centrocampista | 25   | Manchester City |
| 9     | Robin van Persie         | Delantero      | 26   | Arsenal         |
| 10    | Wesley Sneijder          | Centrocampista | 25   | Inter de Milán  |
| 11    | Arjen Robben             | Delantero      | 26   | Bayern Múnich   |
| 12    | Khalid Boulahrouz        | Defensa        | 28   | Stuttgart       |
| 13    | André Ooijer             | Defensa        | 35   | PSV Eindhoven   |
| 14    | Demy de Zeeuw            | Centrocampista | 27   | Ajax            |
| 15    | Edson Braafheid          | Defensa        | 27   | Celtic          |
| 16    | Michel Vorm              | Portero        | 26   | Utrecht         |
| 17    | Eljero Elia              | Delantero      | 23   | Hamburgo        |
| 18    | Stijn Schaars            | Centrocampista | 26   | AZ Alkmaar      |
| 19    | Ryan Babel               | Delantero      | 23   | Liverpool       |
| 20    | Ibrahim Afellay          | Centrocampista | 24   | PSV Eindhoven   |
| 21    | Klaas-Jan Huntelaar      | Delantero      | 26   | Milan           |
| 22    | Sander Boschker          | Portero        | 39   | Twente          |
| 23    | Rafael van der Vaart     | Centrocampista | 27   | Real Madrid     |
| D. T. | Bert van Marwijk         |                |      |                 |

#### Japón
| #     | Nombre               | Posición       | Edad | Club                |
| ----- | -------------------- | -------------- | ---- | ------------------- |
| 1     | Seigo Narazaki       | Portero        | 34   | Nagoya Grampus      |
| 2     | Yūki Abe             | Centrocampista | 28   | Urawa Red Diamonds  |
| 3     | Yūichi Komano        | Defensa        | 28   | Júbilo Iwata        |
| 4     | Marcus Túlio Tanaka  | Defensa        | 29   | Nagoya Grampus      |
| 5     | Yūto Nagatomo        | Defensa        | 23   | Tokyo               |
| 6     | Atsuto Uchida        | Defensa        | 22   | Kashima Antlers     |
| 7     | Yasuhito Endō        | Centrocampista | 30   | Gamba Osaka         |
| 8     | Daisuke Matsui       | Centrocampista | 29   | Grenoble            |
| 9     | Shinji Okazaki       | Delantero      | 24   | Shimizu S-Pulse     |
| 10    | Shunsuke Nakamura    | Centrocampista | 31   | Yokohama F. Marinos |
| 11    | Keiji Tamada         | Delantero      | 30   | Nagoya Grampus      |
| 12    | Kishō Yano           | Delantero      | 26   | Albirex Niigata     |
| 13    | Daiki Iwamasa        | Defensa        | 28   | Kashima Antlers     |
| 14    | Kengo Nakamura       | Centrocampista | 29   | Kawasaki Frontale   |
| 15    | Yasuyuki Konno       | Defensa        | 27   | Tokyo               |
| 16    | Yoshito Ōkubo        | Delantero      | 27   | Vissel Kobe         |
| 17    | Makoto Hasebe        | Centrocampista | 26   | Wolfsburgo          |
| 18    | Keisuke Honda        | Centrocampista | 23   | CSKA Moscú          |
| 19    | Takayuki Morimoto    | Delantero      | 22   | Catania             |
| 20    | Jun'ichi Inamoto     | Centrocampista | 30   | Kawasaki Frontale   |
| 21    | Eiji Kawashima       | Portero        | 27   | Kawasaki Frontale   |
| 22    | Yūji Nakazawa        | Defensa        | 32   | Yokohama F. Marinos |
| 23    | Yoshikatsu Kawaguchi | Portero        | 34   | Júbilo Iwata        |
| D. T. | Takeshi Okada        |                |      |                     |

#### Camerún
| #     | Nombre                   | Posición       | Edad | Club              |
| ----- | ------------------------ | -------------- | ---- | ----------------- |
| 1     | Carlos Kameni            | Portero        | 26   | Español           |
| 2     | Benoît Assou-Ekotto      | Defensa        | 26   | Tottenham Hotspur |
| 3     | Nicolas N'Koulou         | Defensa        | 20   | Mónaco            |
| 4     | Rigobert Song            | Defensa        | 33   | Trabzonspor       |
| 5     | Sébastien Bassong        | Defensa        | 23   | Tottenham Hotspur |
| 6     | Alex Song                | Centrocampista | 22   | Arsenal           |
| 7     | Landry N'Guémo           | Centrocampista | 24   | Celtic            |
| 8     | Geremi Njitap            | Defensa        | 31   | Ankaragucu        |
| 9     | Samuel Eto'o             | Delantero      | 29   | Inter de Milán    |
| 10    | Achille Emana            | Delantero      | 27   | Real Betis        |
| 11    | Jean Makoun              | Centrocampista | 27   | Lyon              |
| 12    | Gaëtan Bong              | Defensa        | 22   | Valenciennes      |
| 13    | Eric Maxim Choupo-Moting | Delantero      | 21   | Núremberg         |
| 14    | Aurélien Chedjou         | Defensa        | 24   | Lille             |
| 15    | Pierre Webó              | Delantero      | 28   | Mallorca          |
| 16    | Souleymanou Hamidou      | Portero        | 36   | Kayserispor       |
| 17    | Mohammadou Idrissou      | Delantero      | 30   | Friburgo          |
| 18    | Eyong Enoh               | Centrocampista | 24   | Ajax              |
| 19    | Stéphane M'Bia           | Defensa        | 24   | Marsella          |
| 20    | Georges Mandjeck         | Centrocampista | 21   | Kaiserslautern    |
| 21    | Joel Matip               | Centrocampista | 18   | Schalke           |
| 22    | Guy N'dy Assembé         | Portero        | 24   | Valenciennes      |
| 23    | Vincent Aboubakar        | Delantero      | 18   | Cotonsport Garoua |
| D. T. | Paul Le Guen             |                |      |                   |

#### Dinamarca
| #     | Nombre              | Posición       | Edad | Club             |
| ----- | ------------------- | -------------- | ---- | ---------------- |
| 1     | Thomas Sørensen     | Portero        | 33   | Stoke City       |
| 2     | Christian Poulsen   | Centrocampista | 30   | Juventus         |
| 3     | Simon Kjær          | Defensa        | 21   | Palermo          |
| 4     | Daniel Agger        | Defensa        | 25   | Liverpool        |
| 5     | William Kvist       | Centrocampista | 25   | Copenhague       |
| 6     | Lars Jacobsen       | Defensa        | 30   | Blackburn Rovers |
| 7     | Daniel Jensen       | Centrocampista | 30   | Werder Bremen    |
| 8     | Jesper Grønkjær     | Delantero      | 32   | Copenhague       |
| 9     | Jon Dahl Tomasson   | Delantero      | 33   | Feyenoord        |
| 10    | Martin Jørgensen    | Centrocampista | 33   | Aarhus           |
| 11    | Nicklas Bendtner    | Delantero      | 22   | Arsenal          |
| 12    | Thomas Kahlenberg   | Centrocampista | 27   | Wolfsburgo       |
| 13    | Per Krøldrup        | Defensa        | 30   | Fiorentina       |
| 14    | Jakob Poulsen       | Centrocampista | 26   | Aarhus           |
| 15    | Simon Poulsen       | Defensa        | 26   | AZ Alkmaar       |
| 16    | Stephan Andersen    | Portero        | 28   | Brondby          |
| 17    | Mikkel Beckmann     | Delantero      | 26   | Randers          |
| 18    | Søren Larsen        | Delantero      | 28   | Duisburgo        |
| 19    | Dennis Rommedahl    | Delantero      | 31   | Ajax             |
| 20    | Thomas Enevoldsen   | Centrocampista | 22   | Groningen        |
| 21    | Christian Eriksen   | Centrocampista | 18   | Ajax             |
| 22    | Jesper Christiansen | Portero        | 32   | Copenhague       |
| 23    | Patrick Mtiliga     | Defensa        | 29   | Málaga           |
| D. T. | Morten Olsen        |                |      |                  |

### Grupo F

#### Italia
| #     | Nombre              | Posición       | Edad | Club       |
| ----- | ------------------- | -------------- | ---- | ---------- |
| 1     | Gianluigi Buffon    | Portero        | 32   | Juventus   |
| 2     | Christian Maggio    | Defensa        | 28   | Napoli     |
| 3     | Domenico Criscito   | Defensa        | 23   | Genoa      |
| 4     | Giorgio Chiellini   | Defensa        | 25   | Juventus   |
| 5     | Fabio Cannavaro     | Defensa        | 36   | Juventus   |
| 6     | Daniele De Rossi    | Centrocampista | 26   | Roma       |
| 7     | Simone Pepe         | Centrocampista | 26   | Udinese    |
| 8     | Gennaro Gattuso     | Centrocampista | 32   | Milan      |
| 9     | Vincenzo Iaquinta   | Delantero      | 30   | Juventus   |
| 10    | Antonio Di Natale   | Delantero      | 32   | Udinese    |
| 11    | Alberto Gilardino   | Delantero      | 27   | Fiorentina |
| 12    | Federico Marchetti  | Portero        | 27   | Cagliari   |
| 13    | Salvatore Bocchetti | Defensa        | 23   | Genoa      |
| 14    | Morgan De Sanctis   | Portero        | 33   | Napoli     |
| 15    | Claudio Marchisio   | Centrocampista | 24   | Juventus   |
| 16    | Mauro Camoranesi    | Centrocampista | 33   | Juventus   |
| 17    | Angelo Palombo      | Centrocampista | 28   | Sampdoria  |
| 18    | Fabio Quagliarella  | Delantero      | 27   | Napoli     |
| 19    | Gianluca Zambrotta  | Defensa        | 33   | Milan      |
| 20    | Giampaolo Pazzini   | Delantero      | 25   | Sampdoria  |
| 21    | Andrea Pirlo        | Centrocampista | 31   | Milan      |
| 22    | Riccardo Montolivo  | Centrocampista | 25   | Fiorentina |
| 23    | Leonardo Bonucci    | Defensa        | 23   | Bari       |
| D. T. | Marcello Lippi      |                |      |            |

#### Nueva Zelanda
| #     | Nombre             | Posición       | Edad | Club                  |
| ----- | ------------------ | -------------- | ---- | --------------------- |
| 1     | Mark Paston        | Portero        | 33   | Wellington Phoenix    |
| 2     | Ben Sigmund        | Defensa        | 29   | Wellington Phoenix    |
| 3     | Tony Lochhead      | Defensa        | 28   | Wellington Phoenix    |
| 4     | Winston Reid       | Defensa        | 21   | Midtjylland           |
| 5     | Ivan Vicelich      | Defensa        | 33   | Auckland City         |
| 6     | Ryan Nelsen        | Defensa        | 32   | Blackburn Rovers      |
| 7     | Simon Elliott      | Centrocampista | 35   | Agente libre          |
| 8     | Tim Brown          | Centrocampista | 29   | Wellington Phoenix    |
| 9     | Shane Smeltz       | Delantero      | 28   | Gold Coast United     |
| 10    | Chris Killen       | Delantero      | 28   | Middlesbrough         |
| 11    | Leo Bertos         | Centrocampista | 28   | Wellington Phoenix    |
| 12    | Glen Moss          | Portero        | 27   | Melbourne Victory     |
| 13    | Andy Barron        | Centrocampista | 29   | Team Wellington       |
| 14    | Rory Fallon        | Delantero      | 28   | Plymouth Argyle       |
| 15    | Michael McGlinchey | Centrocampista | 23   | Motherwell            |
| 16    | Aaron Clapham      | Centrocampista | 23   | Canterbury United     |
| 17    | Dave Mulligan      | Centrocampista | 28   | Agente libre          |
| 18    | Andy Boyens        | Defensa        | 26   | New York Red Bulls    |
| 19    | Tommy Smith        | Defensa        | 20   | Ipswich Town          |
| 20    | Chris Wood         | Delantero      | 18   | West Bromwich Albion  |
| 21    | Jeremy Christie    | Centrocampista | 27   | Tampa Bay             |
| 22    | Jeremy Brockie     | Delantero      | 22   | Newcastle United Jets |
| 23    | James Bannatyne    | Portero        | 34   | Team Wellington       |
| D. T. | Ricki Herbert      |                |      |                       |

#### Paraguay
| #     | Nombre              | Posición       | Edad | Club                   |
| ----- | ------------------- | -------------- | ---- | ---------------------- |
| 1     | Justo Villar        | Portero        | 32   | Real Valladolid        |
| 2     | Darío Verón         | Defensa        | 30   | Pumas UNAM             |
| 3     | Claudio Morel       | Defensa        | 32   | Boca Juniors           |
| 4     | Denis Caniza        | Defensa        | 35   | León                   |
| 5     | Julio César Cáceres | Defensa        | 30   | Atlético Mineiro       |
| 6     | Carlos Bonet        | Centrocampista | 32   | Olimpia                |
| 7     | Óscar Cardozo       | Delantero      | 27   | Benfica                |
| 8     | Edgar Barreto       | Centrocampista | 25   | Atalanta               |
| 9     | Roque Santa Cruz    | Delantero      | 28   | Manchester City        |
| 10    | Edgar Benítez       | Delantero      | 22   | Pachuca                |
| 11    | Jonathan Santana    | Centrocampista | 28   | Wolfsburgo             |
| 12    | Diego Barreto       | Portero        | 28   | Cerro Porteño          |
| 13    | Enrique Vera        | Centrocampista | 31   | Liga de Quito          |
| 14    | Paulo Da Silva      | Defensa        | 30   | Sunderland             |
| 15    | Víctor Cáceres      | Centrocampista | 25   | Libertad               |
| 16    | Cristian Riveros    | Centrocampista | 27   | Cruz Azul              |
| 17    | Aureliano Torres    | Defensa        | 27   | San Lorenzo            |
| 18    | Nelson Valdéz       | Delantero      | 26   | Borussia Dortmund      |
| 19    | Lucas Barrios       | Delantero      | 25   | Borussia Dortmund      |
| 20    | Néstor Ortigoza     | Centrocampista | 25   | Argentinos Juniors     |
| 21    | Antolín Alcaraz     | Defensa        | 27   | Brujas                 |
| 22    | Aldo Bobadilla      | Portero        | 34   | Independiente Medellín |
| 23    | Rodolfo Gamarra     | Delantero      | 21   | Libertad               |
| D. T. | Gerardo Martino     |                |      |                        |

#### Eslovaquia
| #     | Nombre            | Posición       | Edad | Club                 |
| ----- | ----------------- | -------------- | ---- | -------------------- |
| 1     | Ján Mucha         | Portero        | 27   | Legia de Varsovia    |
| 2     | Peter Pekarík     | Defensa        | 23   | Wolfsburgo           |
| 3     | Martin Škrtel     | Defensa        | 25   | Liverpool            |
| 4     | Marek Čech        | Defensa        | 27   | West Bromwich Albion |
| 5     | Radoslav Zabavník | Defensa        | 29   | Mainz                |
| 6     | Zdenko Štrba      | Centrocampista | 33   | Xanthi               |
| 7     | Vladimír Weiss    | Centrocampista | 20   | Manchester City      |
| 8     | Ján Kozák         | Centrocampista | 30   | Timisoara            |
| 9     | Stanislav Šesták  | Delantero      | 27   | Bochum               |
| 10    | Marek Sapara      | Centrocampista | 27   | Ankaragucu           |
| 11    | Róbert Vittek     | Delantero      | 28   | Ankaragucu           |
| 12    | Dušan Perniš      | Portero        | 25   | Dundee United        |
| 13    | Filip Hološko     | Delantero      | 26   | Besiktas             |
| 14    | Martin Jakubko    | Delantero      | 30   | Moscú                |
| 15    | Miroslav Stoch    | Centrocampista | 20   | Twente               |
| 16    | Ján Ďurica        | Defensa        | 28   | Hannover             |
| 17    | Marek Hamšík      | Centrocampista | 22   | Napoli               |
| 18    | Erik Jendrišek    | Delantero      | 23   | Kaiserslautern       |
| 19    | Juraj Kucka       | Centrocampista | 23   | Sparta Praga         |
| 20    | Kamil Kopúnek     | Centrocampista | 26   | Spartak Trnava       |
| 21    | Kornel Saláta     | Defensa        | 25   | Slovan Bratislava    |
| 22    | Martin Petráš     | Defensa        | 30   | Cesena               |
| 23    | Dušan Kuciak      | Portero        | 25   | Vaslui               |
| D. T. | Vladimír Weiss    |                |      |                      |

### Grupo G

#### Brasil
| #     | Nombre         | Posición       | Edad | Club              |
| ----- | -------------- | -------------- | ---- | ----------------- |
| 1     | Júlio César    | Portero        | 30   | Inter de Milán    |
| 2     | Maicon         | Defensa        | 28   | Inter de Milán    |
| 3     | Lúcio          | Defensa        | 32   | Inter de Milán    |
| 4     | Juan           | Defensa        | 31   | Roma              |
| 5     | Felipe Melo    | Centrocampista | 26   | Juventus          |
| 6     | Michel Bastos  | Defensa        | 26   | Lyon              |
| 7     | Elano          | Centrocampista | 28   | Galatasaray       |
| 8     | Gilberto Silva | Centrocampista | 33   | Panathinaikos     |
| 9     | Luís Fabiano   | Delantero      | 29   | Sevilla           |
| 10    | Kaká           | Centrocampista | 28   | Real Madrid       |
| 11    | Robinho        | Delantero      | 26   | Santos            |
| 12    | Gomes          | Portero        | 29   | Tottenham Hotspur |
| 13    | Dani Alves     | Defensa        | 27   | Barcelona         |
| 14    | Luisão         | Defensa        | 29   | Benfica           |
| 15    | Thiago Silva   | Defensa        | 25   | Milan             |
| 16    | Gilberto Melo  | Defensa        | 34   | Cruzeiro          |
| 17    | Josué          | Centrocampista | 30   | Wolfsburgo        |
| 18    | Ramires        | Centrocampista | 23   | Benfica           |
| 19    | Júlio Baptista | Centrocampista | 28   | Roma              |
| 20    | Kléberson      | Centrocampista | 30   | Flamengo          |
| 21    | Nilmar         | Delantero      | 25   | Villarreal        |
| 22    | Doni           | Portero        | 30   | Roma              |
| 23    | Grafite        | Delantero      | 31   | Wolfsburgo        |
| D. T. | Dunga          |                |      |                   |

#### Corea del Norte
| #     | Nombre        | Posición       | Edad | Club              |
| ----- | ------------- | -------------- | ---- | ----------------- |
| 1     | Ri Myong-Guk  | Portero        | 23   | Pyongyang City    |
| 2     | Cha Jong-Hyok | Defensa        | 24   | Amrokgang         |
| 3     | Ri Jun-Il     | Defensa        | 22   | Sobaeksu          |
| 4     | Pak Nam-Chol  | Centrocampista | 24   | 25 de Abril       |
| 5     | Ri Kwang-Chon | Defensa        | 24   | 25 de Abril       |
| 6     | Kim Kum-Il    | Centrocampista | 22   | 25 de Abril       |
| 7     | An Chol-Hyok  | Delantero      | 22   | Rimyongsu         |
| 8     | Ji Yun-Nam    | Defensa        | 33   | 25 de Abril       |
| 9     | Jong Tae-Se   | Defensa        | 26   | Kawasaki Frontale |
| 10    | Hong Yong-Jo  | Delantero      | 28   | Rostov            |
| 11    | Mun In-Guk    | Centrocampista | 31   | 25 de Abril       |
| 12    | Choe Kum-Chol | Delantero      | 23   | 25 de Abril       |
| 13    | Pak Chol-Jin  | Defensa        | 24   | Amrokgang         |
| 14    | Pak Nam-Chol  | Defensa        | 21   | Amrokgang         |
| 15    | Kim Yong-Jun  | Centrocampista | 26   | Pyongyang City    |
| 16    | Nam Song-Chol | Defensa        | 28   | 25 de Abril       |
| 17    | An Young-Hak  | Centrocampista | 31   | Omiya Ardija      |
| 18    | Kim Myong-Gil | Portero        | 25   | Amrokgang         |
| 19    | Ri Chol-Myong | Centrocampista | 22   | Pyongyang City    |
| 20    | Kim Myong-Won | Portero        | 26   | Amrokgang         |
| 21    | Ri Kwang-Hyok | Defensa        | 22   | Kyonggongop       |
| 22    | Kim Kyong-Il  | Centrocampista | 21   | Rimyongsu         |
| 23    | Pak Sung-Hyok | Centrocampista | 20   | Sobaeksu          |
| D. T. | Kim Jong-Hun  |                |      |                   |

#### Costa de Marfil
| #     | Nombre              | Posición       | Edad | Club            |
| ----- | ------------------- | -------------- | ---- | --------------- |
| 1     | Boubacar Barry      | Portero        | 30   | Lokeren         |
| 2     | Brou Angoua         | Defensa        | 23   | Valenciennes    |
| 3     | Arthur Boka         | Defensa        | 27   | Stuttgart       |
| 4     | Kolo Touré          | Defensa        | 29   | Manchester City |
| 5     | Didier Zokora       | Centrocampista | 29   | Sevilla         |
| 6     | Steve Gohouri       | Defensa        | 29   | Wigan Athletic  |
| 7     | Seydou Doumbia      | Delantero      | 22   | Young Boys      |
| 8     | Salomon Kalou       | Delantero      | 24   | Chelsea         |
| 9     | Cheick Tioté        | Centrocampista | 23   | Twente          |
| 10    | Gervinho            | Delantero      | 23   | Lille           |
| 11    | Didier Drogba       | Delantero      | 32   | Chelsea         |
| 12    | Jean-Jacques Gosso  | Centrocampista | 27   | Mónaco          |
| 13    | Romaric             | Centrocampista | 27   | Sevilla         |
| 14    | Emmanuel Koné       | Centrocampista | 23   | Internacional   |
| 15    | Aruna Dindane       | Delantero      | 29   | Portsmouth      |
| 16    | Aristide Zogbo      | Portero        | 28   | Maccabi Netanya |
| 17    | Siaka Tiéné         | Defensa        | 28   | Valenciennes    |
| 18    | Kader Keïta         | Delantero      | 28   | Lyon            |
| 19    | Yaya Touré          | Centrocampista | 27   | Barcelona       |
| 20    | Guy Demel           | Defensa        | 28   | Hamburgo        |
| 21    | Emmanuel Eboué      | Defensa        | 27   | Arsenal         |
| 22    | Souleymane Bamba    | Defensa        | 25   | Hibernian       |
| 23    | Daniel Yéboah       | Portero        | 25   | ASEC Mimosas    |
| D. T. | Sven-Göran Eriksson |                |      |                 |

#### Portugal
| #     | Nombre            | Posición       | Edad | Club                     |
| ----- | ----------------- | -------------- | ---- | ------------------------ |
| 1     | Eduardo           | Portero        | 27   | Sporting Braga           |
| 2     | Bruno Alves       | Defensa        | 28   | Porto                    |
| 3     | Paulo Ferreira    | Defensa        | 31   | Chelsea                  |
| 4     | Rolando           | Defensa        | 24   | Porto                    |
| 5     | Duda              | Defensa        | 29   | Málaga                   |
| 6     | Ricardo Carvalho  | Defensa        | 32   | Chelsea                  |
| 7     | Cristiano Ronaldo | Delantero      | 25   | Real Madrid              |
| 8     | Pedro Mendes      | Centrocampista | 31   | Sporting de Lisboa       |
| 9     | Liédson           | Delantero      | 32   | Sporting de Lisboa       |
| 10    | Danny             | Delantero      | 26   | Zenit de San Petersburgo |
| 11    | Simão             | Delantero      | 30   | Atlético de Madrid       |
| 12    | Beto              | Portero        | 28   | Porto                    |
| 13    | Miguel            | Defensa        | 30   | Valencia                 |
| 14    | Miguel Veloso     | Centrocampista | 24   | Sporting de Lisboa       |
| 15    | Pepe              | Centrocampista | 27   | Real Madrid              |
| 16    | Raul Meireles     | Centrocampista | 27   | Porto                    |
| 17    | Rúben Amorim      | Delantero      | 23   | Manchester United        |
| 18    | Hugo Almeida      | Delantero      | 26   | Werder Bremen            |
| 19    | Tiago             | Centrocampista | 29   | Atlético de Madrid       |
| 20    | Deco              | Centrocampista | 32   | Chelsea                  |
| 21    | Ricardo Costa     | Defensa        | 29   | Lille                    |
| 22    | Daniel Fernandes  | Portero        | 26   | Iraklis                  |
| 23    | Fábio Coentrão    | Defensa        | 22   | Benfica                  |
| D. T. | Carlos Queiroz    |                |      |                          |

### Grupo H

#### España
| #     | Nombre             | Posición       | Edad | Club               |
| ----- | ------------------ | -------------- | ---- | ------------------ |
| 1     | Iker Casillas      | Portero        | 29   | Real Madrid        |
| 2     | Raúl Albiol        | Defensa        | 24   | Real Madrid        |
| 3     | Gerard Piqué       | Defensa        | 23   | Barcelona          |
| 4     | Carlos Marchena    | Defensa        | 30   | Valencia           |
| 5     | Carles Puyol       | Defensa        | 32   | Barcelona          |
| 6     | Andrés Iniesta     | Centrocampista | 26   | Barcelona          |
| 7     | David Villa        | Delantero      | 28   | Valencia           |
| 8     | Xavi               | Centrocampista | 30   | Barcelona          |
| 9     | Fernando Torres    | Delantero      | 26   | Liverpool          |
| 10    | Cesc Fàbregas      | Centrocampista | 23   | Arsenal            |
| 11    | Joan Capdevila     | Defensa        | 32   | Villarreal         |
| 12    | Víctor Valdés      | Portero        | 28   | Barcelona          |
| 13    | Juan Mata          | Delantero      | 22   | Valencia           |
| 14    | Xabi Alonso        | Centrocampista | 28   | Real Madrid        |
| 15    | Sergio Ramos       | Defensa        | 24   | Real Madrid        |
| 16    | Sergio Busquets    | Centrocampista | 21   | Barcelona          |
| 17    | Álvaro Arbeloa     | Defensa        | 27   | Real Madrid        |
| 18    | Pedro              | Delantero      | 22   | Barcelona          |
| 19    | Fernando Llorente  | Delantero      | 25   | Athletic de Bilbao |
| 20    | Javi Martínez      | Centrocampista | 21   | Athletic de Bilbao |
| 21    | David Silva        | Centrocampista | 24   | Valencia           |
| 22    | Jesús Navas        | Delantero      | 24   | Sevilla            |
| 23    | Pepe Reina         | Portero        | 27   | Liverpool          |
| D. T. | Vicente del Bosque |                |      |                    |

#### Honduras
| #     | Nombre            | Posición       | Edad | Club                 |
| ----- | ----------------- | -------------- | ---- | -------------------- |
| 1     | Ricardo Canales   | Portero        | 28   | Motagua              |
| 2     | Osman Chávez      | Defensa        | 25   | Platense             |
| 3     | Maynor Figueroa   | Defensa        | 27   | Wigan Athletic       |
| 4     | Jhony Palacios    | Defensa        | 23   | Olimpia              |
| 5     | Víctor Bernárdez  | Defensa        | 28   | Anderlecht           |
| 6     | Hendry Thomas     | Centrocampista | 25   | Wigan Athletic       |
| 7     | Ramón Núñez       | Centrocampista | 24   | Olimpia              |
| 8     | Wilson Palacios   | Centrocampista | 25   | Tottenham Hotspur    |
| 9     | Carlos Pavón      | Delantero      | 36   | Real España          |
| 10    | Jerry Palacios    | Centrocampista | 27   | Hangzhou Greentown   |
| 11    | David Suazo       | Delantero      | 30   | Genoa                |
| 12    | Georgie Welcome   | Delantero      | 25   | Motagua              |
| 13    | Roger Espinoza    | Delantero      | 23   | Sporting Kansas City |
| 14    | Óscar García      | Defensa        | 25   | Olimpia              |
| 15    | Walter Martínez   | Delantero      | 28   | Marathón             |
| 16    | Mauricio Sabillón | Defensa        | 31   | Hangzhou Greentown   |
| 17    | Edgard Álvarez    | Centrocampista | 30   | Bari                 |
| 18    | Noel Valladares   | Portero        | 33   | Olimpia              |
| 19    | Danilo Turcios    | Centrocampista | 32   | Olimpia              |
| 20    | Amado Guevara     | Centrocampista | 34   | Motagua              |
| 21    | Emilio Izaguirre  | Defensa        | 24   | Motagua              |
| 22    | Donis Escober     | Portero        | 29   | Olimpia              |
| 23    | Sergio Mendoza    | Defensa        | 29   | Motagua              |
| D. T. | Reinaldo Rueda    |                |      |                      |

#### Chile
| #     | Nombre           | Posición       | Edad | Club                 |
| ----- | ---------------- | -------------- | ---- | -------------------- |
| 1     | Claudio Bravo    | Portero        | 27   | Real Sociedad        |
| 2     | Ismael Fuentes   | Defensa        | 28   | Universidad Católica |
| 3     | Waldo Ponce      | Defensa        | 27   | Universidad Católica |
| 4     | Mauricio Isla    | Defensa        | 21   | Udinese              |
| 5     | Pablo Contreras  | Defensa        | 31   | PAOK Salónica        |
| 6     | Carlos Carmona   | Centrocampista | 23   | Reggina              |
| 7     | Alexis Sánchez   | Delantero      | 21   | Udinese              |
| 8     | Arturo Vidal     | Centrocampista | 23   | Bayer Leverkusen     |
| 9     | Humberto Suazo   | Delantero      | 29   | Real Zaragoza        |
| 10    | Jorge Valdivia   | Centrocampista | 26   | Al-Ain               |
| 11    | Mark González    | Delantero      | 25   | CSKA Moscú           |
| 12    | Miguel Pinto     | Portero        | 26   | Universidad de Chile |
| 13    | Marco Estrada    | Centrocampista | 27   | Universidad de Chile |
| 14    | Matías Fernández | Centrocampista | 24   | Sporting de Lisboa   |
| 15    | Jean Beausejour  | Delantero      | 26   | América              |
| 16    | Fabián Orellana  | Delantero      | 24   | Xerez                |
| 17    | Gary Medel       | Defensa        | 22   | Boca Juniors         |
| 18    | Gonzalo Jara     | Defensa        | 24   | West Bromwich Albion |
| 19    | Gonzalo Fierro   | Centrocampista | 27   | Flamengo             |
| 20    | Rodrigo Millar   | Centrocampista | 28   | Colo Colo            |
| 21    | Rodrigo Tello    | Centrocampista | 30   | Besiktas             |
| 22    | Esteban Paredes  | Delantero      | 29   | Colo Colo            |
| 23    | Luis Marín       | Portero        | 27   | Unión Española       |
| D. T. | Marcelo Bielsa   |                |      |                      |

#### Suiza
| #     | Nombre               | Posición       | Edad | Club                |
| ----- | -------------------- | -------------- | ---- | ------------------- |
| 1     | Diego Benaglio       | Portero        | 26   | Wolfsburgo          |
| 2     | Stephan Lichtsteiner | Defensa        | 26   | Lazio               |
| 3     | Ludovic Magnin       | Defensa        | 31   | Zúrich              |
| 4     | Philippe Senderos    | Defensa        | 25   | Everton             |
| 5     | Steve Von Bergen     | Defensa        | 26   | Hertha Berlín       |
| 6     | Benjamin Huggel      | Centrocampista | 32   | Basilea             |
| 7     | Tranquillo Barnetta  | Centrocampista | 25   | Bayer Leverkusen    |
| 8     | Gökhan İnler         | Centrocampista | 25   | Udinese             |
| 9     | Alexander Frei       | Delantero      | 30   | Basilea             |
| 10    | Blaise Nkufo         | Delantero      | 35   | Twente              |
| 11    | Valon Behrami        | Centrocampista | 25   | West Ham United     |
| 12    | Marco Wölfli         | Portero        | 27   | Young Boys          |
| 13    | Stéphane Grichting   | Defensa        | 31   | Auxerre             |
| 14    | Marco Padalino       | Centrocampista | 26   | Sampdoria           |
| 15    | Hakan Yakın          | Centrocampista | 33   | Lucerna             |
| 16    | Gelson Fernandes     | Centrocampista | 23   | Saint-Étienne       |
| 17    | Reto Ziegler         | Defensa        | 24   | Sampdoria           |
| 18    | Albert Bunjaku       | Delantero      | 26   | Núremberg           |
| 19    | Eren Derdiyok        | Delantero      | 21   | Bayer Leverkusen    |
| 20    | Pirmin Schwegler     | Centrocampista | 23   | Eintracht Fráncfort |
| 21    | Johnny Leoni         | Portero        | 25   | Zúrich              |
| 22    | Mario Eggimann       | Defensa        | 29   | Hannover            |
| 23    | Xherdan Shaqiri      | Centrocampista | 18   | Basilea             |
| D. T. | Ottmar Hitzfeld      |                |      |                     |